# Urs Käufer
Urs Käufer (* 17. November 1984 in Neu-Ulm) ist ein ehemaliger deutscher Ruderer, der zum A-Kader des Team-Deutschland-Achter gehörte. Dort ruderte er im Vierer ohne Steuermann. Urs Käufer gewann Medaillen bei mehreren Weltmeisterschaften im Junioren- und U23-Bereich und bei deutschen Meisterschaften. 2003 war er U23-Weltmeister im Vierer mit Steuermann.
Am 26. August 2006 wurde er mit dem Vierer ohne Steuermann Vizeweltmeister in der Seniorenklasse. Das Jahr 2007 gestaltete sich für die Vierermannschaft deutlich schwieriger. Krankheitsbedingt konnte das Team nur deutlich später in die Wettkampfsaison eingreifen, qualifizierte sich aber dennoch für die Olympischen Spiele in Peking. Bei den Ruder-Weltmeisterschaften 2009 gewann Käufer mit dem Deutschland-Achter den Titel, 2010 wurde er Europameister im Vierer ohne Steuermann. Bei den Olympischen Spielen 2008 und 2012 belegte er jeweils den sechsten Platz im Vierer ohne Steuermann. Im November 2015 beendete der frühere Angehörige der Sportfördergruppe der Bundeswehr und an der Ruhr-Universität Bochum ausgebildete Wirtschaftspsychologe seine Leistungssport-Karriere.
Seine Mutter Eva Nitschke war ebenfalls Ruderin.